# تپه بیامه
تپه بیامه مربوط به عصر مس و سنگ - مفرغ - دوره اشکانیان است و در شهرستان دالاهو، بخش مرکزی، دهستان بیونیج، روستای بیامه واقع شده و این اثر در تاریخ ۲۶ اسفند ۱۳۸۶ با شمارهٔ ثبت ۲۱۷۷۰ به‌عنوان یکی از آثار ملی ایران به ثبت رسیده است.